# Astacopsis tricornis
Astacopsis tricornis е вид десетоного от семейство Parastacidae. Видът не е застрашен от изчезване.

## Разпространение и местообитание
Разпространен е в Австралия (Тасмания).
Обитава сладководни басейни, реки и потоци.